# Скартабеллат
Скартабеллат (scartabellat) — установа неповного шляхетства. Як нижча шляхта скартабелловані діяли у середньовічній Польщі, називали тоді świerczałkami. Пізніше частина з них отримує «paritas» (лат. «рівність») з повною шляхтою, а частина спускається до верстви солтисів. Знову скартабеллат з'явився в постанові про ушляхетнення Миколая Гадзєвича від 1654 року у заключному реченні «salvis de legibus scartabellis sancitis» (зі збереженням закону про скартабеллат). Поняття сконкретизувала pacta conventa 1669 року, за яким обмеження новоушляхетнених полягало у тому, що аж до третього покоління у них не було прав посідання урядових посад та здійснення функцій депутатів. Назва «skartabellus» (тобто «шляхтич новоприйнятий») Себастьян Петриці вживана у XVI столітті з латинської «ex хартії bellicus», що означало «право на звання шляхтича за військові звитяги», у той час як Йоахім Лелевель пояснював цей вираз італійським «scartabellare» («документи перегортати»), що асоціюється з німецьким визначенням Briefadel або Papieradel.
Скартабеллатованих постачало в основному міщанство. Нобілітація іноді містила запис про часткову або повну відсутність скартабеллату (praeciso scartabellatu), особливо у разі реєстрацій за військові заслуги. У польському законодавстві 1817 року зрештою були зняті всі згадки та положення про скартабеллат. В німецькій мові еквівалентом «skartabella» був «Papieradel», одне з імен «шляхетства з визнання», Briefadel. Шляхтичі з надання мали повні права тільки від моменту іммутрикації в конкретній провінції.